# アルナーラ
アルナーラ（伊: Arnara）は、イタリア共和国ラツィオ州フロジノーネ県にある、人口約2,200人の基礎自治体（コムーネ）。

## 地理

### 位置・広がり

#### 隣接コムーネ
隣接するコムーネは以下の通り。
- チェッカーノ
- フロジノーネ
- ポーフィ
- リーピ
- トッリチェ

### 気候分類・地震分類
アルナーラにおけるイタリアの気候分類 (it) および度日は、zona D, 1860 GGである。
また、イタリアの地震リスク階級 (it) では、zona 2B (sismicità media) に分類される。

## 行政

### 分離集落
アルナーラには、以下の分離集落（フラツィオーネ）がある。
- Colle Orso, Costa Grande, Sterparo

## 姉妹都市
- ビストラ（英語版）、クロアチア